# Chelsea Manning

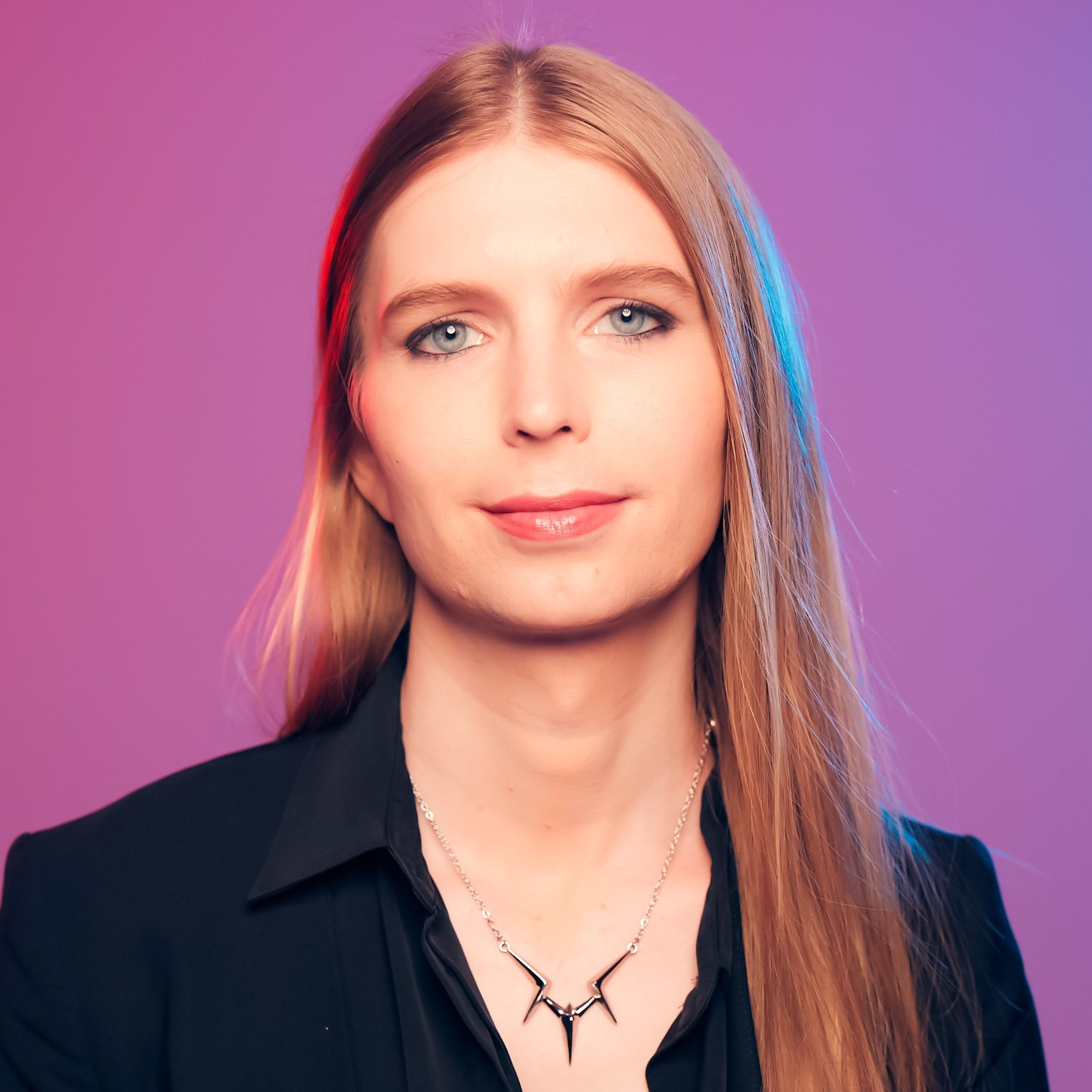
Chelsea Manning (2022)

Chelsea Elizabeth Manning (* 17. Dezember 1987 als Bradley Edward Manning, in Oklahoma City) ist eine US-amerikanische Whistleblowerin. Sie war Angehörige der US-Streitkräfte und als Nachrichtendienstanalytikerin tätig. Manning wurde im Mai 2010 unter dem Verdacht verhaftet, Videos und Dokumente kopiert und der Website WikiLeaks zugespielt zu haben. In dem daraus resultierenden Verfahren wurde in insgesamt 21 Punkten Anklage erhoben. Nach einem Teilgeständnis wurde sie Ende Juli 2013 in 19 Punkten, darunter Spionage und Diebstahl, für schuldig befunden. Das verhängte Strafmaß betrug 35 Jahre Freiheitsstrafe, doch erließ US-Präsident Barack Obama am 17. Januar 2017 Manning einen Großteil der Strafe. Am 17. Mai 2017 wurde sie freigelassen. Vom 8. März 2019 bis März 2020 war sie zwecks Erzwingung einer Zeugenaussage in Beugehaft; nach Auflösung des Gremiums, vor dem sie aussagen sollte, wurde sie entlassen.

## Leben

### Kindheit und Jugend
Manning wuchs in Crescent, einer kleinen City in Logan County, am äußersten Rand der Oklahoma City Metropolitan Area als Junge auf. Laut der älteren Schwester waren beide Eltern alkoholkrank. Aufgrund seiner Beschäftigung als IT-Manager war der Vater öfter auf mehrwöchigen Reisen, in diesen Zeiträumen waren die Kinder sich weitgehend selbst überlassen.
Im Alter von acht Jahren lernte Manning vom Vater, in C++ zu programmieren; schnell eignete sie sich weiteres Wissen an und verbrachte einen guten Teil der Freizeit vor dem Computer. Im Jahr 2000 ließen sich die Eltern scheiden, und Manning vertraute ihrer Mutter sowie einem Freund an, dass sie sich in einen Jungen verliebt habe. Die vermeintliche Homosexualität Mannings war in der Schule Ursache für Mobbing.
Zwischen 2001 und 2005 lebte Manning mit der Mutter in Wales und kehrte anschließend in die USA zurück. Ab diesem Zeitpunkt liebte sie offen Männer (Androphilie) und hatte mehrere Lebensabschnittspartner. Nachdem sie ein begonnenes Studium abgebrochen und mehrmals die Arbeitsstelle gewechselt hatte, legte Mannings Vater ihr nahe, sich bei der United States Army zu bewerben, um Stabilität in ihr Leben zu bringen. Rückblickend gab Manning an, gehofft zu haben, der Armeedienst würde den Schmerz in ihrem Leben verschwinden lassen.

### Rolle in der US-Armee

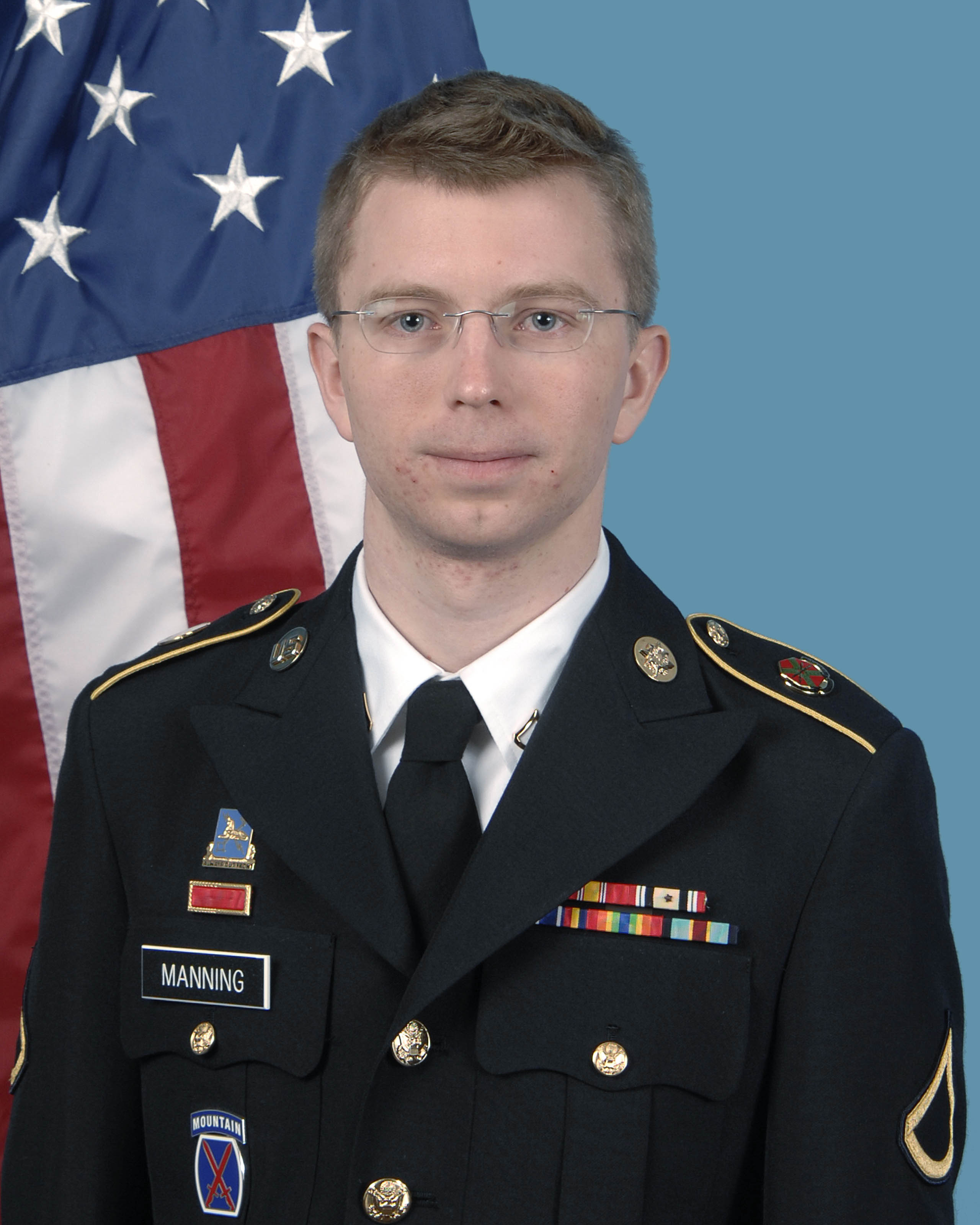
Manning in Uniform (2012)

Manning trat im Oktober 2007 in die United States Army ein. Nach der Grundausbildung in Fort Leonard Wood, Missouri wurde Manning aufgrund ihrer IT-Fachkenntnisse in Fort Huachuca, Arizona zur Nachrichtendienstanalytikerin ausgebildet. In weiterer Folge war Manning in Fort Drum sowie von Mitte 2009 bis Mai 2010 auf dem vorgeschobenen Stützpunkt („Forward Operating Base“) Hammer etwa 60 Kilometer östlich von Bagdad stationiert. Aufgrund ihrer Ausbildung und ihrer Funktion als nachrichtendienstliche Analytikerin in einem Aufklärungs- und Abwehrbataillon erhielt sie die Freigabe für die Geheimhaltungsstufen „Top Secret / Sensitive Compartmented Information“ und hatte sowohl in Fort Drum als auch in der FOB Hammer Zugang zu geheimen Informationen über das SIPRNet (ein Rechnernetz des Außen- und Verteidigungsministeriums der USA). Im Irak bestand Mannings Aufgabe darin, die über das SIPRNet übermittelten Informationen anderer Einheiten zu analysieren und daraus Lagebilder der Sicherheitslage zu erstellen, ihre Dienstzeiten waren ausschließlich nachts, daher schlief sie tagsüber und hatte kaum Kontakt zu anderen Soldaten.
Während Manning in ihrem Privatleben offen Beziehungen zu Männern pflegte, musste sie diese innerhalb der Army geheim halten, um nicht mit der damals noch geltenden Regelung „Don’t ask, don’t tell“ in Konflikt zu kommen. In einem anonymen Interview für ein Internet-Nachrichtenportal erklärte sie, dass diese Regelung für sie das Schlimmste am Militär sei und sie deswegen ein Doppelleben führen müsse. Mannings Beziehung zu einem Studenten zerbrach im Herbst 2009 kurz vor ihrer Verlegung in den Irak.
Im November 2009, einen Monat nach ihrer Ankunft im Irak, wandte sich Manning an einen Berater für Geschlechterfragen und gab an, dass sie sich als Frau fühle und daher vollständig in der weiblichen Geschlechtsrolle leben sowie geschlechtsangleichende Maßnahmen ergreifen wolle. Dem Therapeuten vertraute sie auch an, dass aufgrund einer ihrer militärischen Analysen ein Unschuldiger getötet worden sei.

### Weitergabe vertraulicher Dokumente
Manning war ihrer eigenen Aussage nach immer mehr darüber bestürzt, wie gering das öffentliche Bewusstsein über die Sinnlosigkeit dieses Krieges war. Sie begann, sich in Chatrooms der Plattform WikiLeaks einzuloggen und dort Unterhaltungen mitzuverfolgen.
Am 5. Januar 2010 lud Manning 400.000 den Irakkrieg betreffende Dokumente aus der CIDNE-Datenbank herunter und brannte sie auf CDs. Drei Tage später tat sie das Gleiche mit 91.000 Dokumenten, die Afghanistan betrafen. Laut Mannings Aussage geschah dies vollkommen einsehbar für jeden anderen Soldaten. Mindestens eine der CDs beschriftete sie mit der Aufschrift „Lady Gaga“, um ihren Inhalt als Musik zu tarnen. Die CDs konnte Manning ohne Einschreiten anderer Soldaten aus der Sicherheitszone hinaus und wieder hinein transportieren. Von den CDs kopierte Manning die Daten auf die SD-Karte ihrer persönlichen Kamera, die sie Ende Januar 2010 auf einen zweiwöchigen Heimaturlaub in die USA mitnahm. Dort kontaktierte sie die Washington Post und die New York Times, doch erreichte sie nur eine uninteressierte Journalistin und einen Anrufbeantworter. Ein Besuch des Büros von Politico scheiterte laut Manning an schlechten Wetterbedingungen, weshalb sie kaum das Haus ihrer Tante habe verlassen können. Am 11. Februar kehrte Manning in den Irak zurück.
Rund um den 18. Februar 2010 las Manning ein Gespräch über die isländische Finanzkrise im Wikileaks-Chatroom. Sie recherchierte in den ihr zugänglichen Datenbanken und übermittelte mehrere diplomatische Depeschen, die die Untätigkeit der USA gegenüber Island betrafen, an Wikileaks. Innerhalb weniger Stunden wurden die Depeschen von der Plattform veröffentlicht. Im selben Zeitraum debattierten einige Analysten über ein Video, das in einem Ordner des Judge Advocate General’s Corps abgelegt war und den Beschuss und Tod irakischer Zivilisten und Journalisten der Nachrichtenagentur Reuters durch einen amerikanischen Kampfhubschrauber am 12. Juli 2007 in Bagdad zeigte. Manning gab später an, sie habe das Video an Reuters übermitteln wollen, sei jedoch durch die Veröffentlichung der Island-Depeschen beeinflusst worden, weiteres Material an Wikileaks zu senden. Am 5. April 2010 wurden die von Wikileaks bearbeiteten Videoaufnahmen unter dem Titel Collateral Murder veröffentlicht.
Zu den von Manning weitergegebenen Videos zählen möglicherweise auch Aufnahmen des Luftangriffes bei Garani am 4. Mai 2009 im Westen Afghanistans. Weiterhin finden sich in den Dokumenten 303 Fälle von Folter durch die Besatzungstruppen im Irak im Jahr 2010. Auch Informationen, die Ende November 2010 zu der Veröffentlichung von Depeschen US-amerikanischer Botschaften durch Wikileaks und im April 2011 zur Offenlegung von Informationen über das Gefangenenlager Guantanamo führten, gehen auf sie zurück.

### Verhaftung
Am 26. Mai 2010 wurde Manning im Irak unter dem Verdacht verhaftet, militärische Videos und Dokumente kopiert und als Whistleblowerin der Website WikiLeaks zugespielt zu haben.
Über die Hintergründe der Verhaftung gibt es unterschiedliche Darstellungen:

- Manning soll sich ab dem 21. Mai 2010[27] Adrian Lamo, einem Sicherheitsspezialisten der US-Regierung, in einem Chat anvertraut haben. Drei Tage später informierte Lamo US-Behörden, die in weiterer Folge den Chat mitverfolgten. Manning offenbarte, dass sie die Daten auf eine CD gebrannt und als Musik-Videos von Lady Gaga beschriftet habe, daraufhin nahmen die US-Behörden Manning am 26. Mai fest. Lamo hatte den Chat mitgeschnitten, dieser wurde vom Technikmagazin Wired zunächst auszugsweise und im Juli 2011 schließlich vollständig veröffentlicht.[13][28][29]

- Nach anderen Informationen soll Lamo als Mitarbeiter des geheimen „Project Vigilant“, eines durch Spenden aus der Privatwirtschaft unterstützten Selbstschutzprojekts, über das Surfverhalten auf Manning aufmerksam geworden sein und nachgewiesen haben, dass Manning das Video Collateral Murder an Wikileaks sendete. Entweder Lamo oder Chet Uber, der Leiter des Projekts, sollen dann die Behörden informiert haben.[30]

#### Haftbedingungen
Manning wurde zunächst im Camp Arifjan in Kuwait inhaftiert und Ende Juli 2010 auf die Marine Corps Base Quantico verlegt. Dort war sie unter sehr scharfen Haftbedingungen in Einzelhaft, sie musste sich 23 Stunden am Tag in ihrer Zelle aufhalten und hatte keinerlei Zugang zu Nachrichten und aktuellen Informationen, Bettlaken oder Kissen wurden ihr verwehrt. Die Bedingungen entsprachen denen eines Supermax-Gefängnisses mit Isolationshaft, die zu psychischen, kognitiven und körperlichen Schäden führen können.
Im März 2011 wurde über ihren Verteidiger David Coombs bekannt, dass Manning ohne Begründung die Kleidung abgenommen wurde und sie gezwungen worden sei, nachts sieben Stunden lang nackt in ihrer Zelle auszuharren und morgens nackt vor ihrer Zelle anzutreten. Brian Villiard, ein Sprecher des Gefängnispersonals, bestätigte den Vorfall unter Berufung auf die Gefängnisregeln. Eine schriftliche Beschwerde Mannings über die Haftbedingungen wurde sechs Monate später abgelehnt.
Im April 2011 teilte das amerikanische Verteidigungsministerium mit, dass Manning in Hinblick auf einen kommenden Prozess psychiatrisch untersucht werden sollte und in das Militärgefängnis United States Disciplinary Barracks in Fort Leavenworth, Kansas verlegt werde. Dort verbesserten sich ihre Haftbedingungen, sie durfte Besuch empfangen und Kontakt zu anderen Gefangenen haben. Unterstützer Mannings kritisierten zunächst, sie sei nun noch weiter von ihrer Familie und ihrem Anwalt entfernt, zeigten sich dann jedoch zufrieden mit der Verlegung. Die psychologische Untersuchung ergab ihre Prozessfähigkeit. Im Verlauf der Gerichtsverhandlung in Fort Meade wurde Manning Anfang 2012 an einen unbekannten Ort in der Nähe von Fort Meade verlegt.  Aufgrund der außergewöhnlich harten Haftbedingungen in Quantico wurde im Januar 2013 Mannings mögliche Haftstrafe um 112 Tage reduziert.

#### Öffentliche Reaktionen

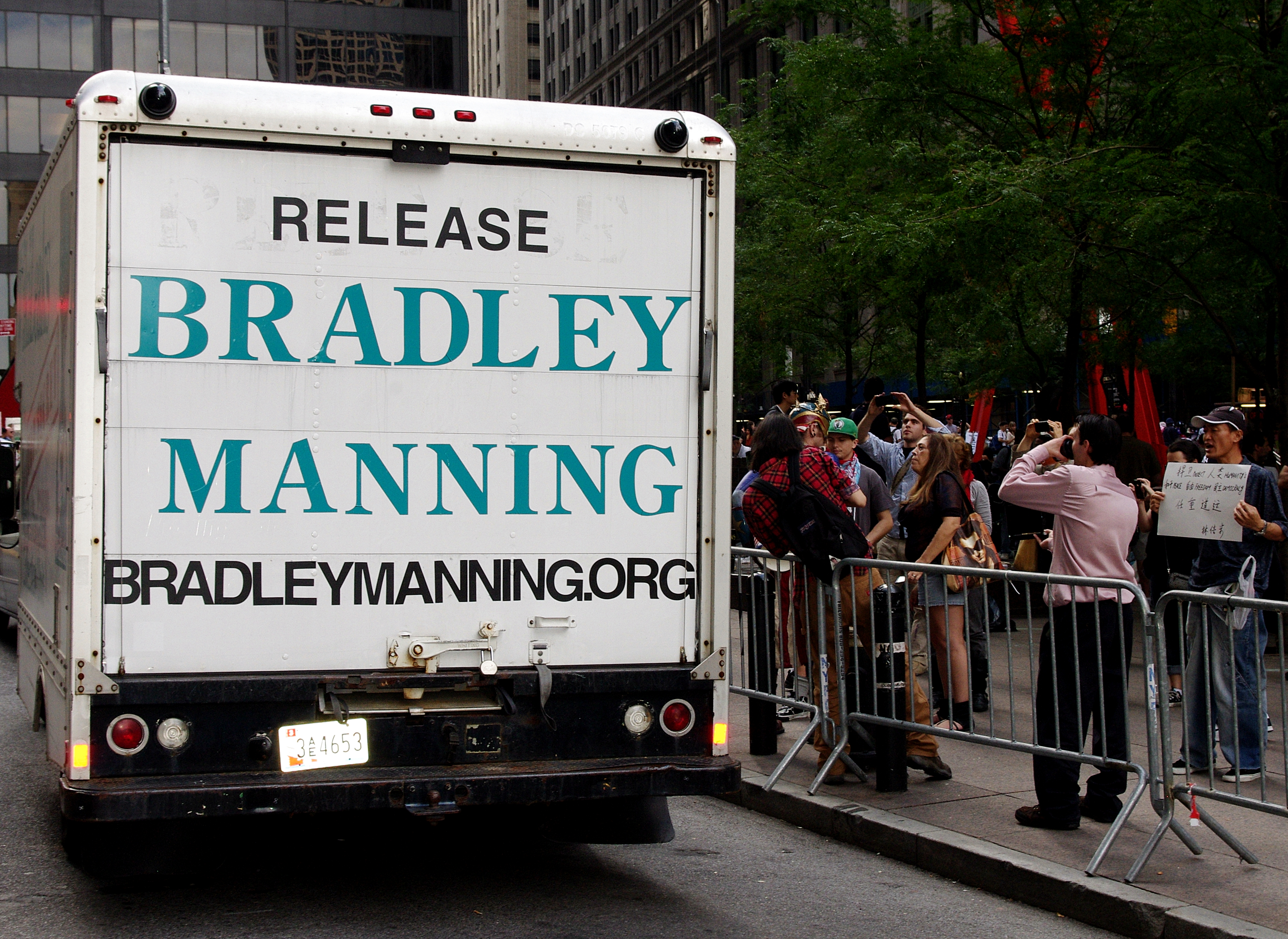
Mit Slogans für Wikileaks und Manning beschriftetes Fahrzeug bei den „Occupy Wall Street“-Protesten im September 2011

Ein Bericht des amerikanischen Journalisten Glenn Greenwald über Mannings Haftbedingungen fand im Dezember 2010 verschiedentlich Beachtung auch im deutschsprachigen Raum. Greenwald war für einen früheren Bericht über den Fall Manning im Oktober 2010 ein Preis für Online-Journalismus zugesprochen worden. Im selben Monat richteten Unterstützer Mannings eine Beschwerde wegen ihrer Haftbedingungen an Manfred Nowak, den Sonderberichterstatter über Folter der Vereinten Nationen. Dessen Büro gab an, der Beschwerde nachzugehen, während das amerikanische Verteidigungsministerium die Vorwürfe zurückwies.
Nowaks Nachfolger Juan E. Méndez wurde mehrmals ein vertrauliches Treffen mit Manning verweigert, worüber er sich im Juli 2011 öffentlich beklagte. Später, im März 2012, kritisierte Méndez die Behandlung Mannings während ihrer achtmonatigen Haft in Quantico als „grausam, unmenschlich und demütigend“. Im Januar 2011 warf Amnesty International der US-Regierung „unmenschliche Behandlung von Bradley Manning“ vor, forderte die Lockerung der Haftbedingungen, die „die Verpflichtungen der USA, Häftlinge menschlich zu behandeln“, verletzten, verfasste einen offenen Brief an den amerikanischen Verteidigungsminister Robert Gates und bekräftigte die Forderungen zwei Monate später auch in einem offenen Brief an Präsident Barack Obama.
Im April 2011 veröffentlichten die beiden renommierten Juristen Bruce Ackerman (Yale Law School) und Yochai Benkler (Harvard Law School) im The New York Review of Books einen weiteren offenen Brief an Barack Obama. In dem Schreiben bezeichneten sie Mannings Haftbedingungen als erniedrigend, unmenschlich, illegal und unmoralisch. Sie wiesen insbesondere auf das im 8. Zusatzartikel zur Verfassung der Vereinigten Staaten festgeschriebene Verbot einer grausamen und ungewöhnlichen Bestrafung und die im Fünften Verfassungszusatz fixierte Garantie gegen eine Bestrafung ohne vorausgegangenes Verfahren hin. Über 250 führende US-amerikanische Juristen und der deutsche Rechtswissenschaftler Ulrich K. Preuß unterzeichneten.
Der Ausschuss für Menschenrechte und humanitäre Hilfe des deutschen Bundestages wandte sich im selben Monat mit einem Brief an Barack Obama und bat darum, die Haftbedingungen Mannings zu überprüfen und eine „humane Unterbringung“ sicherzustellen.

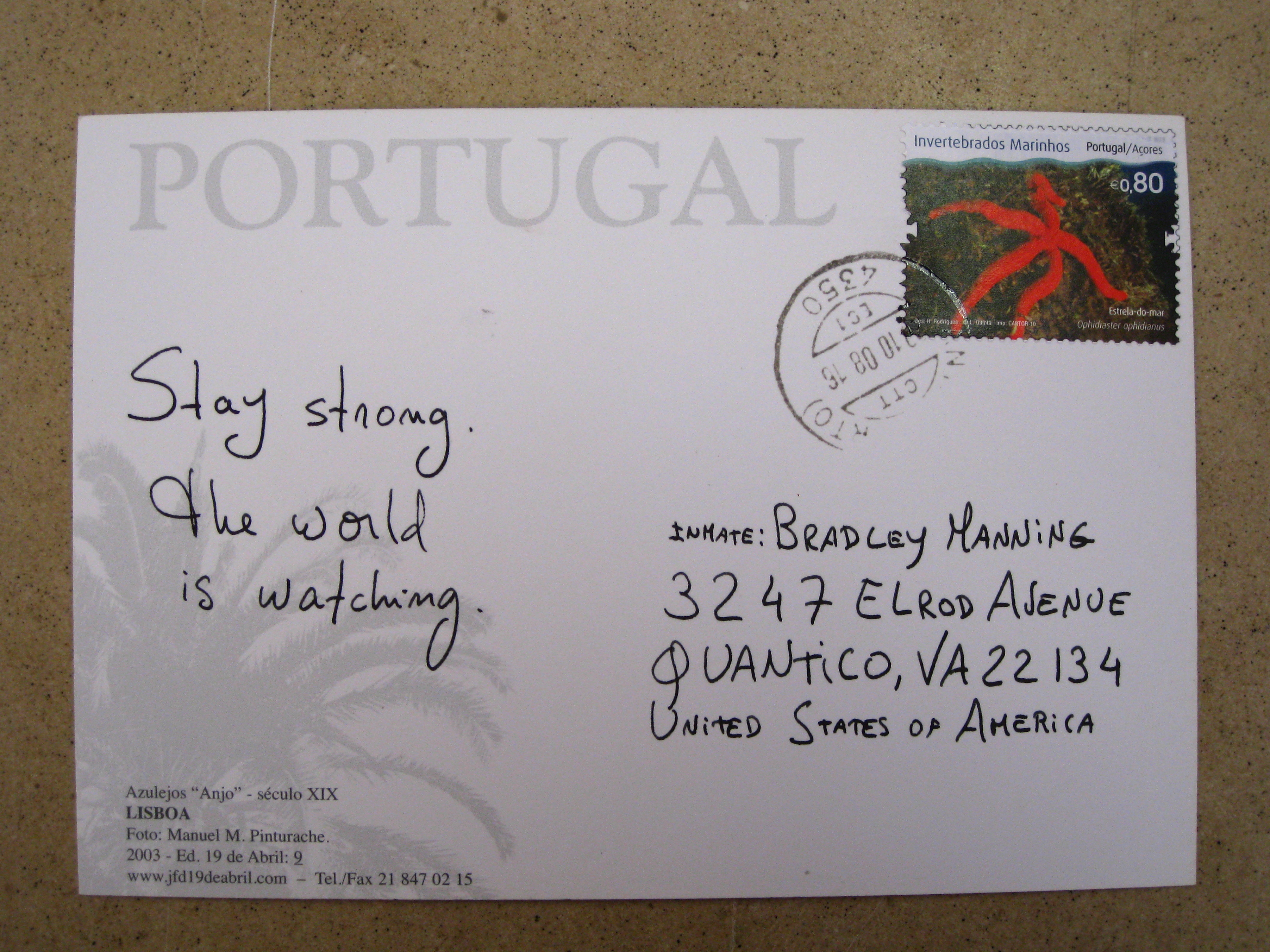
Unterstützerpostkarte an Manning aus Portugal, August 2010

Vor dem Gefängnis in Quantico, in Montreal und international kam es zu Solidaritätskundgebungen mit Manning. Im Internet wurde von ihrer Familie und Freunden eine Website für Unterstützer gegründet. Spenden von Wikileaks zugunsten ihrer Verteidigung beliefen sich im Januar 2011 auf 15.000 Dollar, die Gesamtsumme betrug zu diesem Zeitpunkt über 100.000 Dollar. Friedensaktivisten, Michael Moore und der ehemalige CIA-Offizier Ray McGovern erklärten sich solidarisch mit Manning.
Die Online-Kampagnenplattform Avaaz prangerte in einer E-Mail-Kampagne ihre Haftbedingungen an; über 500.000 Menschen unterzeichneten bis Mitte April 2011 eine Petition.
In der amerikanischen Politik sorgte der Fall für Kontroversen:
- Mike Huckabee, Mike D. Rogers und andere amerikanische Politiker forderten die Todesstrafe für Manning.[70][71]

- Der demokratische Abgeordnete Dennis Kucinich kritisierte Mannings Haftbedingungen als „eine Art Folter“. Sie seien „ein kalkulierter Versuch, den Gefangenen zu bestrafen und geistig zu brechen“. Im gleichen Sinne äußerte sich Philip Crowley, Sprecher der amerikanischen Außenministerin Hillary Clinton. Nachdem er die Behandlung Mannings als „lächerlich, kontraproduktiv und dumm“ bezeichnet hatte und dies öffentlich geworden war, erklärte er seinen Rücktritt.[72][73]

- Während einer Spendengala im April 2011 äußerte sich Barack Obama, mit unerwarteten Protesten konfrontiert, dergestalt über Manning („He broke the law“), dass ihm Mannings Unterstützer eine Vorverurteilung unterstellten.[74][75]

Im November 2011 unterzeichneten mehr als 60 Mitglieder des Europäischen Parlaments einen offenen Brief an die amerikanische Regierung, den Senat und das Repräsentantenhaus, in dem sie ihrer Besorgnis über Menschenrechtsverletzungen gegenüber Manning und die Möglichkeit der Verhängung der Todesstrafe Ausdruck verliehen. Sie appellierten, Juan E. Méndez nun eine Möglichkeit zu geben, Manning unter vertraulichen Bedingungen besuchen zu können und damit die Arbeit der Vereinten Nationen auf dem Gebiet der Menschenrechte nicht mehr zu untergraben.

### Staatsbürgerschaft
Neben der US-amerikanischen besitzt Manning auch die britische Staatsbürgerschaft, da ihre Mutter aus Wales stammt, während ihr Vater US-amerikanischer Angehöriger der United States Navy war. Von Amnesty International wurde eine Positionierung der britischen Regierung zu ihren Haftbedingungen erwartet. Mit den Anfang März 2011 bekannt gewordenen neuen Anklagepunkten war die Gefahr der Verhängung der Todesstrafe gegen Manning nähergerückt, die in der Europäischen Union abgeschafft ist und abgelehnt wird.
Die EU tritt für „die dauerhafte Abschaffung der Todesstrafe unter allen Umständen“ ein. Anfang April 2011 befasste sich das britische Unterhaus mit dem Fall und setzte ein offizielles Schreiben auf, das die britische Regierung zum stärkeren Engagement für Manning und die USA zu Bemühungen um humane Haftbedingungen auffordert. Der parlamentarische Staatssekretär im Außenministerium, Henry Bellingham, sagte zu, die britische Botschaft in Washington werde Mannings Haftsituation gegenüber dem US-Außenministerium zur Sprache bringen, und bestätigte die doppelte Staatsbürgerschaft Mannings.

### Strafverfahren

#### Vorverfahren
Manning wurde zunächst nach den Artikeln 92 (Befehls- oder Regelverweigerung) und 134 (Generalklausel) des Uniform Code of Military Justice (UCMJ, dt.: „Einheitliches Gesetz der Militärgerichtsbarkeit“) angeklagt wegen Geheimnisverrats und unerlaubten Übertragens geheimer Informationen. Der konkrete Tatvorwurf lautete, geheime Daten auf ihren Rechner übertragen und eine nicht zugelassene Software einem geschützten Computersystem hinzugefügt zu haben sowie Informationen zur nationalen Verteidigung an eine nicht befugte Quelle vermittelt, übertragen und geliefert zu haben. Dafür drohten ihr bis zu 52 Jahre Gefängnis. Ein Pflichtanwalt übernahm ihre Verteidigung. Manning verweigerte die Aussage und kooperierte nicht mit der Anklage.
Einem Bericht der britischen Tageszeitung The Independent zufolge erwog Eric Holder, der Generalbundesanwalt der Vereinigten Staaten, im Dezember 2010, Manning eine Form des Plea Bargaining anzubieten. Sollte Manning zugeben, von Julian Assange zu der ihr vorgeworfenen Tat angestiftet worden zu sein, könnten ihr im Gegenzug Hafterleichterungen oder ein geringeres Strafmaß zugesagt werden. Den amerikanischen Behörden wäre damit die juristische Verfolgung von Assange erleichtert worden; es war ihnen jedoch nicht möglich, eine direkte Verbindung zwischen Manning und Assange nachzuweisen. Assange seinerseits äußerte dazu, den Namen Mannings nicht gekannt zu haben, bevor dieser in den Medien auftauchte.
Anfang März 2011 wurde Manning in weiteren 22 Punkten angeklagt. Unter anderem wurde ihr vorgeworfen, auf Rechnern des US-Militärs Software zum Data-Mining installiert zu haben, um sich die Beschaffung von Informationen zu erleichtern. Am schwersten wog der Vorwurf der „Kollaboration mit dem Feind“, da Manning hier die Todesstrafe drohte. Manning habe die Dokumente in dem Wissen an die Öffentlichkeit gebracht, dass Feinde der Vereinigten Staaten darauf Zugriff erhalten würden. Sie habe durch die Nennung der Namen von US-Informanten deren Leben gefährdet. Die Anklage sprach sich zwar nur für eine lebenslange Haftstrafe aus, eine Empfehlung, der ein Gericht in einem späteren Prozess jedoch nicht nachkommen muss.
Disziplinarstrafen gegen Militärangehörige
Im Vorfeld eines Verfahrens gegen Manning verhängte die US-Armee nach einer internen Untersuchung Disziplinarstrafen gegen fünfzehn Soldaten. Durch ihr Verhalten sei Manning in eine Position gebracht worden, in der sie Militärberichte und diplomatische Depeschen herunterladen und weitergeben konnte. Mindestens ein Unteroffizier wurde degradiert.
Versuch Assanges, Akteneinsicht zu erlangen
Julian Assange versuchte mit der Begründung, er sei von dem Verfahren mitbetroffen, noch vor dem Article 32 Hearing mit Hilfe des Center for Constitutional Rights über seine Anwälte Zugriff auf die Prozessakten zu erlangen. Er scheiterte jedoch am 11. Januar 2012, als das höchste Berufungsgericht der amerikanischen Streitkräfte seinen Antrag ebenso wie die Vorinstanzen ablehnte.
Article 32 Hearing

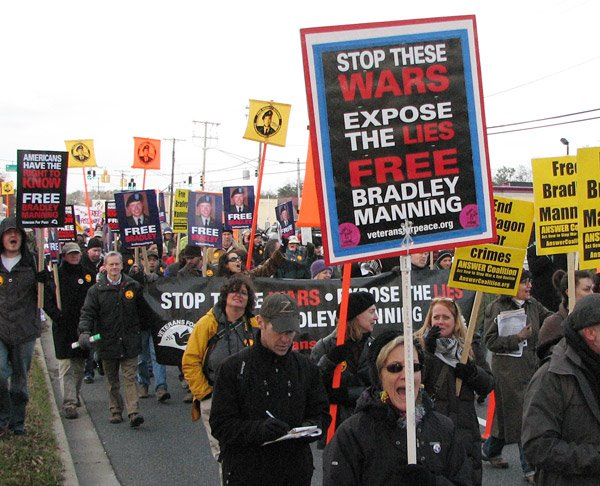
Demonstration am 19. Dezember 2011 in Fort Meade anlässlich des Article 32-Hearing

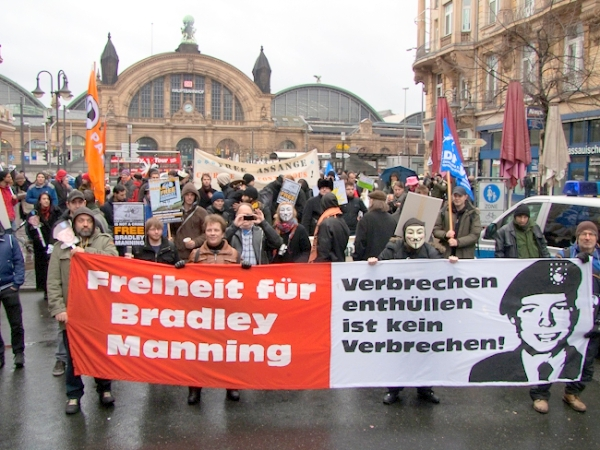
Kundgebung in Frankfurt am Main am 21. Januar 2012

Am 16. Dezember 2011 begann unter scharfen, von manchen als „bizarr“ bezeichneten Sicherheitsvorkehrungen eine einwöchige, zunächst auf fünf Tage angesetzte Anhörung vor einem Militärgericht in Fort Meade. Sie sollte als Article 32 Hearing nach § 832. Art. 32 des Uniform Code of Military Justice klären, ob die vorliegenden Beweise gegen Manning für ein Strafverfahren ausreichen.
Ihr Verteidiger David Coombs forderte im Vorfeld, entlastende Dokumente der US-amerikanischen Regierung in die Anhörung einzuführen, und plante den Aufruf von 48 zunächst namentlich nicht genannten Zeugen, was den terminlichen Rahmen gesprengt hätte. Für den Fall, es würden zu wenige von ihnen zugelassen, kündigte er die Veröffentlichung ihrer Namen an. Wie weitere 36 Personen wurden weder Barack Obama noch Hillary Clinton Coombs’ Forderung gemäß als Zeugen zugelassen. Coombs wollte eine als Vorverurteilung aufzufassende Äußerung Obamas hinterfragen. Hillary Clinton hatte geäußert, die Veröffentlichung der Botschaftsdepeschen habe keine „signifikanten“ Auswirkungen auf die amerikanische Außenpolitik gehabt.
Am ersten Verhandlungstag wurden im Wesentlichen die Anklagepunkte verlesen. Ein Antrag der Verteidigung, den zuständigen Militärrichter, Reserve-Oberstleutnant Paul Almanza, für befangen erklären zu lassen, scheiterte. Almanza arbeite, so Coombs, im Zivilleben für das Justizministerium, das sich mit der Verfolgung von Julian Assange befasse, und befinde sich daher in einem Interessenkonflikt. Vor der Militärbasis demonstrierten etwa 50 Personen, am folgenden Tag, Mannings Geburtstag, bis zu 200 und forderten einen Freispruch Mannings.
Am zweiten Verhandlungstag wurde mit der, teilweise telefonischen, Befragung der Zeugen begonnen. Die Verteidigung thematisierte den seelischen Zustand Mannings zum Zeitpunkt ihres Einsatzes im Irak, was als Versuch interpretiert wurde, eine absehbare Bestrafung zu mindern und die US-Armee dafür zu kritisieren, dass sie Manning Zugriff zu geheimgehaltenen Dokumenten gestattet hatte. Die Aussage eines Angehörigen des U.S. Army Criminal Investigation Command erhärtete die Beweiskraft der von Adrian Lamo erstellten Chatmitschnitte; „korrespondierende Versionen“ dazu hätten sich auf Mannings Laptop gefunden.
Am dritten Verhandlungstag verweigerten zwei der ehemaligen Vorgesetzten Mannings die Aussage, um sich nicht selbst zu belasten. Aussagen zur Sicherheitslage im irakischen Fort Hammer brachten Lücken in der Kontrolle der EDV-Aktivitäten ihrer Angehörigen zu Tage. Ein IT-Forensiker sagte aus, auf einem von Mannings Computern hätten sich Datenspuren und Dokumente gefunden, die sie in direkte Verbindung zur Veröffentlichung amerikanischer Botschaftsdepeschen brächten. Auch zwei Kopien des später unter dem Titel Collateral Murder veröffentlichten Videos und Dateien zu Insassen der Gefangenenlager Guantanamo seien gefunden worden. Im April 2011 hatte WikiLeaks derartige Dokumente veröffentlicht. Manning habe das Programm Wget verwendet, um die Dateien herunterzuladen.
Am nächsten Tag der Anhörung wurden, teilweise nicht öffentlich und im Kreuzverhör, die Zeugenbefragungen zu von Manning hinterlassenen Datenspuren fortgesetzt und technische Details besprochen. Unter anderem fanden sich auf einem von Manning benutzten Computer in einer beschädigten Datei 10.000 weitere amerikanische Botschaftsdepeschen. Auf ihrem persönlichen Laptop waren Chatprotokolle gespeichert, die eine Verbindung zu Julian Assange als wahrscheinlich erscheinen ließen, und auf einer im Haus ihrer Tante gefundenen SD-Karte befand sich eine Datei, die als Botschaft an WikiLeaks gewertet wurde und Kritik an der asymmetrischen Kriegführung des 21. Jahrhunderts enthielt.
Am 20. Dezember, dem fünften Tag der Anhörung, wurden eine ehemalige Vorgesetzte Mannings, Jirhleah Showman, sowie Adrian Lamo vernommen. Showman berichtete von aggressivem Verhalten Mannings bereits vor ihrer Versetzung in den Irak und ihren Zweifeln an ihrer psychischen Stabilität. Sie habe ihre Meinung, Manning sei eine Gefahr für sich selbst und andere, einem anderen Offizier berichtet, ohne dass dies jedoch Konsequenzen gehabt habe. Sie selbst sei von Manning im Irak tätlich angegriffen worden. Adrian Lamo betonte seine Unabhängigkeit von den Ermittlungsbehörden und bestätigte indirekt die Echtheit der Chatmitschnitte. Seine Erkrankung, das Asperger-Syndrom, habe ihn während der Zeit dieser Chats nicht behindert. Die ihm von Manning mitgeteilten Handlungen seien so empörend gewesen, dass er sich an die Ermittlungsbehörden gewandt habe. Chelsea Manning selbst verzichtete auf eine Aussage. Am folgenden Tag wurden die zwei letzten Zeugen vernommen und die Verhandlung nach nur einer Stunde Dauer vertagt.
Am 22. Dezember wurde das Hearing mit den Schlussplädoyers beendet. Während Coombs das Vorgehen gegen Manning als „überzogen“ bezeichnete und erneut auf den früheren psychischen Zustand Mannings hinwies, der man keinen Zugang zu geheimen Dokumenten hätte geben sollen, betonte die Anklage die Last der Beweise gegen Manning und behauptete, diese habe Al-Qaida in die Hände gespielt.
Am 3. Februar 2012 entschied der Kommandeur des Militärbezirks Washington, Generalmajor Michael Linnington, dem dies von Paul Almanza, dem Vorsitzenden des Hearings, empfohlen worden war, dass Manning vor ein Kriegsgericht gestellt wurde.

#### Anklageerhebung
Am 23. Februar 2012 wurden Chelsea Manning auf dem Militärstützpunkt Fort Meade die 22 Anklagepunkte einschließlich desjenigen der „Kollaboration mit dem Feind“ verlesen. Obwohl hier die Todesstrafe in Frage kommt, verzichtete die Anklage darauf, diese zu fordern. Manning drohte damit eine lebenslange Haftstrafe. Manning äußerte sich nicht zu der Frage ihrer Schuld. Eine Einigung über den Prozessbeginn konnte hier nicht erzielt werden.

##### Motion Hearings
Die erste von mehreren Anhörungen (Motion Hearing), bei der Anträge von Anklage und Verteidigung verhandelt wurden, fand am 15. und 16. März 2012 statt. Sie hatte Anträge der Verteidigung, die die Jury, die Vernehmung von Entlastungszeugen und den Umgang mit Geheimmaterial betrafen, zum Inhalt. In der zweiten Anhörung dieser Art von 24. bis zum 26. April wurden Anträge der Verteidigung auf Einstellung des Verfahrens und auf Streichung des wesentlichen Anklagepunktes der „Kollaboration mit dem Feind“ abgelehnt. Als vorläufigen Termin für den Prozessbeginn legte das Gericht zunächst den 21. September fest. In einer weiteren Anhörung im Juni 2012 wurde erneut der Antrag der Verteidigung Mannings abgelehnt, zehn der 22 Anklagepunkte gegen die Soldatin fallenzulassen und das Verfahren einzustellen. Bei einer dreitägigen Anhörung Ende August wurde der Prozessbeginn auf den 4. Februar 2013 festgelegt, im Dezember weiter auf März 2013 verschoben. Im Februar 2013 war die Rede von Anfang Juni bis Anfang August.
Mannings Verteidiger erreichten im Oktober 2012 das Recht zur Einsichtnahme in etwa 1300 E-Mails von für Manning in Quantico zuständigen Vollzugsbeamten. Sie wollten mit dem Material belegen, dass ihre Mandantin dort misshandelt wurde.
Am 8. November 2012 bot Chelsea Manning an, gegen einen Strafnachlass die ihr zum Vorwurf gemachten Taten teilweise zu gestehen. Dies betraf die Weitergabe geheimer Informationen, nicht jedoch den Vorwurf der „Kollaboration mit dem Feind“. Sie bekannte sich damit in acht Punkten für schuldig. Der Militärrichterin Denise Lind zufolge könnte dies, wenn es vom Gericht angenommen werde, eine Absenkung des Strafmaßes auf eine Freiheitsstrafe von sechzehn Jahren bedeuten. Ende November ergriff Manning erstmals selbst das Wort. Sie beantwortete Fragen zu ihrer Untersuchungshaft in Quantico und schilderte harte Haftbedingungen, die sie in Todesangst versetzt hätten. Ein Zusammenbruch am 18. Januar 2011 sei die Folge gewesen. Sie beantragte, das Verfahren gegen sie einzustellen, da die Untersuchungshaft eine unrechtmäßige Bestrafung vor dem Prozessbeginn dargestellt hätte. Zwei Militärpsychiater erklärten, die Haftbedingungen seien nicht gerechtfertigt gewesen, diesbezügliche ärztliche Empfehlungen jedoch ignoriert worden.

##### Schuldbekenntnis
Ende Februar 2013 bekannte sich Manning in 10 von 22 Anklagepunkten für schuldig und gestand unter anderem die Übergabe von Material an WikiLeaks.
In der 35 Seiten langen Rede dazu wies sie klar von sich, eine Staatsfeindin zu sein, sie habe die Dokumente an Wikileaks gegeben, weil die US-Medien nicht reagierten.

„Ich halte diese Dokumente nach wie vor für einige der wichtigsten Dokumente unserer Zeit. Ich glaubte, die Depeschen würden uns nicht schaden, aber sie würden peinlich sein. Ich glaubte, dass die Öffentlichkeit, insbesondere die amerikanische Öffentlichkeit, eine allgemeine Debatte über das Militär und unsere Außenpolitik im Irak und in Afghanistan führen wird, wenn sie denn einmal diese Dokumente lesen könnte. Es wäre damit eine Chance für unsere Gesellschaft gegeben, sich Rechenschaft über diese Form des Gegen-Terrorismus abzulegen, in dem wir die menschliche Seite der Bewohner in diesen Ländern Tag für Tag missachten.“

#### Prozess und Urteil
Der Prozess gegen Manning begann am 3. Juni 2013 vor einem Militärgericht in Fort George G. Meade. Am 30. Juli 2013 wurde Manning in 19 von 21 Anklagepunkten, neben militärischen Regelverstößen auch wegen „Diebstahls“ und fünf Fällen von „Spionage“, schuldig gesprochen. Ihr drohten maximal 90 Jahre Haft. Vom Anklagepunkt „Unterstützung des Feindes“ sprach sie das Gericht frei.
Während der Findungsphase distanzierte sich Manning am 14. August mit einer Entschuldigung von ihrem vorherigen Standpunkt:

“I’m sorry that my actions hurt people and I’m sorry that it hurt the United States. I understood what I was doing and the decision that I made. I’m sorry for the unintended consequences of my actions … When I made these decisions I believed I was going to help people, not hurt people.”

„Es tut mir leid, dass meine Handlungen Menschen geschädigt haben, und es tut mir leid, dass sie die USA schädigten. Ich verstand, was ich tat, und die Entscheidungen, die ich traf. Ich bitte um Verzeihung für die unbeabsichtigten Konsequenzen … Als ich diese Entscheidungen traf, handelte ich in dem Glauben, Menschen zu helfen, nicht ihnen Schaden zuzufügen.“

“How on Earth could I, a junior analyst, possibly believe I could change the world for the better over those with the proper authority? I know that I can and will be a better person. I hope that you can give me the opportunity to prove, not through words but through conduct, that I can return to a productive place in society.”

„Wie konnte ich, ein Junior-Analyst, nur irgendwie glauben, die Welt zum Besseren zu ändern – über die ordentlichen Autoritäten hinweg? Ich weiß, dass ich eine bessere Person sein kann und werde. Ich hoffe auf eine Gelegenheit, mich zu beweisen, nicht nur durch Worte, sondern durch Taten.“

Sie drückte ihre Hoffnung aus, die Chance auf einen produktiven Platz in der Gesellschaft zu erhalten.
Am 19. August forderte die Anklage 60 Jahre Haft für Manning. Die Verteidigung plädierte auf höchstens 25 Jahre. Am 21. August 2013 wurde das Strafmaß auf 35 Jahre festgesetzt, zudem muss sie 100.000 US-$ Strafe zahlen. Nach frühestens zehn Jahren Haftzeit hätte eine vorzeitige Entlassung auf Bewährung erfolgen können. Die 1294 Tage Untersuchungshaft wurden sowohl auf die Gesamtstrafe als auch auf die Mindeststrafe angerechnet, sodass eine Entlassung frühestens Anfang 2020 hätte erfolgen können.
Da der Prozess im Fort Meade geführt wurde, welches dem Militärdistrikt Washington zugeordnet ist, musste gemäß Uniform Code of Military Justice der kommandierende General des Militärdistrikts Washington, Generalmajor Jeffrey Buchanan, das Urteil prüfen und bestätigen. Die Bestätigung erfolgte, hierdurch erlangte es formale Gültigkeit.
Manning wurde außerdem vom Private First Class zum Private E1 degradiert, aus der Armee unehrenhaft entlassen und verlor ihre Pensionsansprüche.

#### Berufung
Schon vor Bekanntgabe des Strafmaßes hatte Manning ein Gnadengesuch an Buchanan schicken lassen. Nachdem dieses Mitte April 2014 abgelehnt worden war, blieben noch zwei nachgelagerte Instanzen, der Army Court of Criminal Appeals und zuletzt der United States Court of Appeals for the Armed Forces.
Im Mai 2016 legte Manning gegen die Verurteilung Berufung ein. Im Berufungsschreiben ihrer Anwälte wurde die Verurteilung als „in hohem Maße ungerecht“ bezeichnet, zumal in der Geschichte der Vereinigten Staaten kein Whistleblower eine ähnlich harte Strafe erfahren hätte. Kurz vor Ende der Amtszeit Barack Obamas forderte die Nichtregierungsorganisation Reporter ohne Grenzen (ROG), dass dieser seinen „Feldzug gegen Whistleblower“ (so ROG) beendet und ihr die Haft erlässt.

#### Reaktionen
Manning
Verteidiger Coombs gab nach der Urteilsverkündung dem Daily Beast ein Interview, in dem er Mannings Reaktion ausführlich beschreibt. Manning sei es gewesen, die versucht habe, Anteilnehmende aufzumuntern, sie betrachte auch die Verurteilung nur als Phase in ihrem Leben:

“I am moving forward. I will recover from this.”

„Ich komme voran. Ich werde mich davon erholen.“

Bürgerrechtsbewegungen
Die ACLU kommentierte:

“… A legal system that doesn’t distinguish between leaks to the press in the public interest and treason against the nation will not only produce unjust results, but will deprive the public of critical information that is necessary for democratic accountability. This is a sad day for Bradley Manning, but it’s also a sad day for all Americans who depend on brave whistleblowers and a free press for a fully informed public debate.”

„Ein Justizsystem, das nicht zwischen Leaks an die Presse im öffentlichen Interesse und Verrat gegenüber dem Staat unterscheidet, wird nicht nur unrechte Urteile fällen, es wird der Öffentlichkeit kritische Informationen, notwendig für demokratische Verantwortung, vorenthalten. Dies ist ein trauriger Tag für Bradley Manning, aber es ist auch ein trauriger Tag für alle Amerikaner, die auf mutige Whistleblower und eine freie Presse für aufgeklärte öffentliche Debatten angewiesen sind.“

Amnesty International erinnerte daran, dass Manning nicht nur schon drei Jahre in Untersuchungshaft verbracht habe, sondern auch elf Monate davon unter von UN-Sonderberichterstatter Juan E. Méndez als Folter erklärten Zuständen.
Amnesty International forderte im Dezember 2013 in einer Petition die Begnadigung und sofortige Entlassung von Manning.
Auf der Website Wikileaks schrieb Julian Assange unter anderem:

“Mr Manning’s treatment has been intended to send a signal to people of conscience in the US government who might seek to bring wrongdoing to light. This strategy has spectacularly backfired, as recent months have proven. Instead, the Obama administration is demonstrating that there is no place in its system for people of conscience and principle.”

„Herrn Mannings Behandlung sollte ein Signal an gewissenhafte Menschen senden, die versuchen könnten, falsches Handeln ans Licht zu bringen. Diese Strategie ist spektakulär gescheitert, wie die letzten Monate gezeigt haben. Stattdessen zeigt die Regierung Obama, dass es in ihrem System keinen Platz für Leute mit Gewissen und Prinzipien gibt.“

Spiegel-Redakteur Veit Medick schrieb unter anderem:

„mit ihrer Entscheidung, Militärgeheimnisse zu veröffentlichen, hat Manning ihrem Land einen Dienst erwiesen. Sie hat den Wahnsinn des Kriegsalltags ins Bewusstsein der Amerikaner zurückgeholt und die kleinen und großen Verbrechen der US-Außenpolitik offenbart. Das […] Video aus einem Kampfhubschrauber, der in Bagdad Zivilisten und zwei Reuters-Reporter beschießt, ist bis heute ein Sinnbild für die Maßlosigkeit im Irak. Manning hat ihr Land mit seinen eigenen Fehlern konfrontiert. […] Manning wurde mit übergroßer juristischer Härte verfolgt, weil Obamas Regierung diesen Kurs vorgab.“

#### Haftzeitverkürzung
Kurz vor dem Ende seiner Amtszeit begnadigte US-Präsident Barack Obama Chelsea Manning am 17. Januar 2017. Er verkürzte damit die Haftdauer von 35 Jahren auf knapp 7 Jahre. Am 17. Mai 2017 wurde sie aus der Haft entlassen, also sechs Jahre, elf Monate und drei Wochen nach ihrer Verhaftung im Mai 2010.

### Haftentlassung

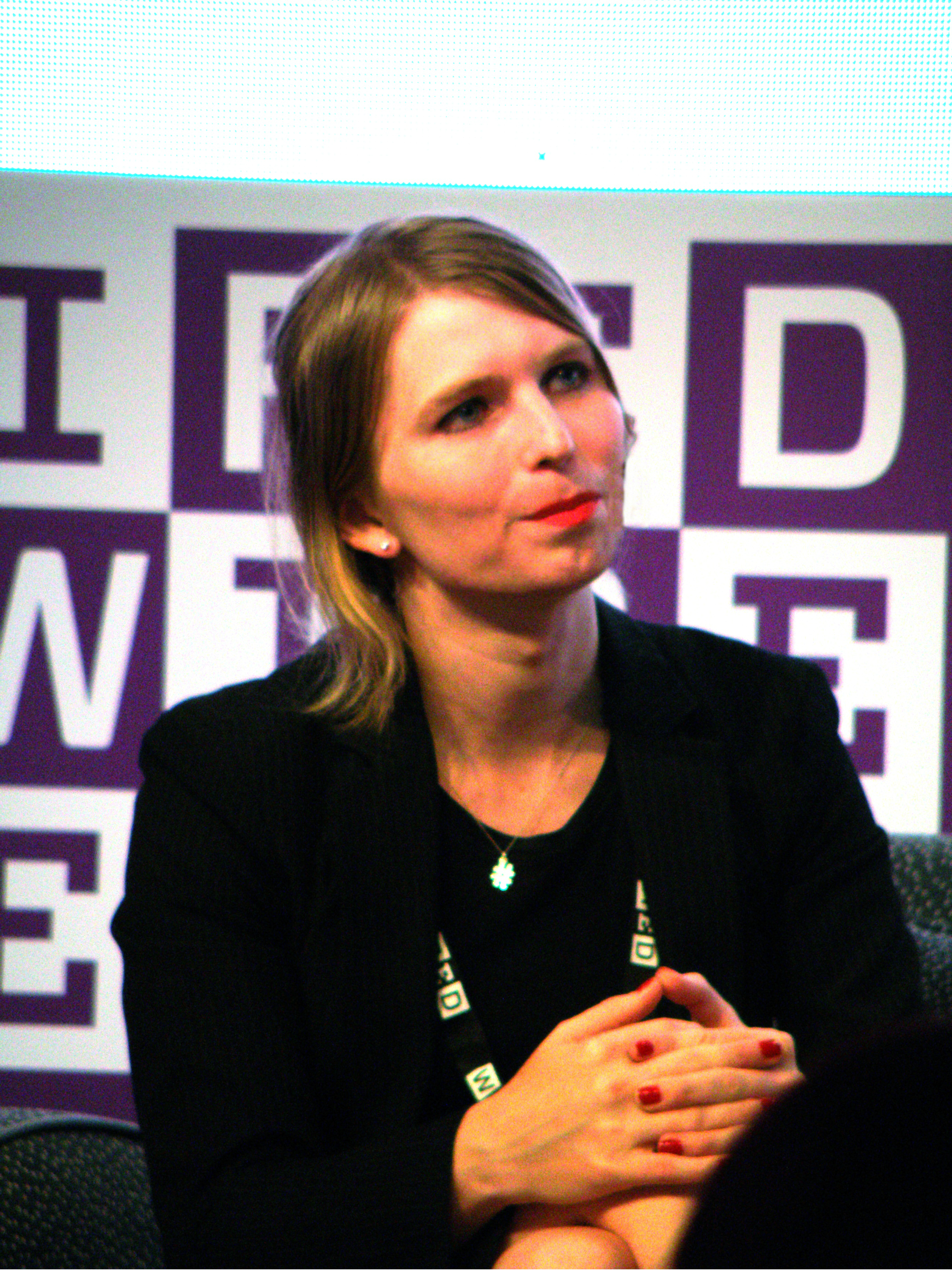
Chelsea Manning beim Wired Next Festival 2018, Mailand

Seit der Haftentlassung lebt Manning in Manhattan. Sie bleibt zunächst im Dienst der Streitkräfte der Vereinigten Staaten, bis über die Berufung ihrer Anwälte gegen das Urteil des Militärgerichts entschieden ist. Solange erhält sie einen Sonderstatus ohne Tätigkeit, ohne Sold, aber mit Anspruch auf medizinische Versorgung, „moralische Fürsorge“ und Erholung durch das Militär. Sollte das Urteil bestätigt werden, droht ihr die unehrenhafte Entlassung und der Verlust ihrer Versorgungsansprüche. Die Freilassung Mannings wurde gleichermaßen von vielen an sie gerichteten Glückwünschen wie Hasskommentaren bis hin zu zahlreichen Morddrohungen kommentiert. Ihre Wohnung verlässt sie deshalb nur in Begleitung von Personenschützern.
Im August 2017 veröffentlichte das Frauen- und Modemagazin Vogue online ein ausführliches Interview mit Manning über ihr Leben in der Kindheit und seit ihrer Haftentlassung. Fotos von Manning, aufgenommen von der Starfotografin Annie Leibovitz, erschienen in der Septemberausgabe 2017 der Vogue.
Der Dekan der Harvard Kennedy School zog im September 2017 das Angebot einer Gastprofessur an Manning zurück. Zuvor hatten CIA-Direktor Mike Pompeo und der ehemalige CIA-Vizedirektor Michael Morell Auftritte an der Universität abgesagt. Beide begründeten dies mit dem Angebot an Manning. Pompeo nannte sie eine „amerikanische Verräterin“. Morell sagte, er lege seine Gastprofessur in Harvard nieder;  sein Gewissen verpflichte ihn, sich gegen jeden Versuch zu wenden, „Leaks“ von Geheimnissen zu rechtfertigen, die die nationale Sicherheit beträfen. Auch andere Personen aus Geheimdiensten und Militär beschwerten sich über das Angebot an Manning.
Am 13. Januar 2018 gab Manning bekannt, 2018 im Bundesstaat Maryland als Kandidatin der Demokratischen Partei für den Senat der Vereinigten Staaten zu kandidieren. Sie unterlag dem Amtsinhaber Ben Cardin in der Vorwahl.

### Beugehaft
Am 8. März 2019 ordnete ein Richter Mannings Beugehaft an, nachdem sie sich geweigert hatte, vor einer Grand Jury zu WikiLeaks auszusagen. Sie befand sich zunächst 28 Tage in Isolationshaft und danach im Truesdale Detention Center in Virginia. Nach insgesamt 62 Tagen Haft wurde sie entlassen.
Am 16. Mai 2019, nach einer Woche in Freiheit, wurde sie wegen „Missachtung des Gerichts“ von Richter Anthony Trenga am United States District Court for the Eastern District of Virginia erneut aus dem gleichen Grund inhaftiert. Eine Geldstrafe von zunächst 500, nach 60 Tagen 1000 Dollar pro Tag sollte ihre Aussage zusätzlich erzwingen. Manning erklärte, sie würde eher verhungern, als ihre Überzeugung in diesem Punkt zu ändern. Sie wird von der Rechtsanwältin Moira Meltzer-Cohen vertreten. Im März 2020 unternahm sie einen Suizidversuch. Kurz darauf wurde sie auf Anordnung eines Gerichts aus der Beugehaft entlassen.

### Vorwurf der Folter an die US-Regierung
Der hochrangige Vertreter der Vereinten Nationen, Nils Melzer, beschuldigte die US-Regierung der Folter von Manning. In einem Brief an die US-Regierung schrieb er, dass die Inhaftierung von Frau Manning „alle Elemente von Folter oder anderer grausamer, unmenschlicher oder erniedrigender Bestrafung erfüllt“. Das Schreiben wurde im November verschickt, aber erst Ende Dezember 2019 öffentlich zugänglich gemacht. Im Schreiben kritisiert er auch die Unrechtmäßigkeit der Beugehaft.

### Transidentität
Am 22. August 2013 äußerte Manning in einer Erklärung namens The Next Stage of My Life, sich seit der Kindheit als Frau zu fühlen sowie künftig Chelsea E. Manning zu heißen und mit weiblichen Pronomen bezeichnet werden zu wollen. Manning gab außerdem bekannt, so bald wie möglich eine Hormonersatztherapie beginnen zu wollen. Die eigene Haftzeit musste Manning allerdings in Männeruniform gekleidet in einem Gefängnis für Männer verbringen; eine Hormonersatztherapie war dort nicht vorgesehen. Am 27. Januar 2014 beantragte Manning bei Gericht die Änderung ihres rechtlichen Namens. Nach einer für den 23. April 2014 angesetzten Anhörung wurde die Namensänderung rechtskräftig. Der gerichtliche Beschluss umfasste weiterhin die Anordnung, dass die bisherige Geburtsurkunde Mannings entsprechend ihrem neuen Namen rückwirkend geändert oder ersetzt werden musste. Eine Behandlung mit weiblichen Hormonen wurde im Februar 2015 genehmigt.
Mannings Anwälte hatten im Laufe des Prozesses mehrfach die Transgeschlechtlichkeit thematisiert. So gaben sie unter anderem an, Manning habe „ein weibliches Alter Ego namens Breanna Manning erstellt.“ Manning hatte unter dem Namen Breanna unter anderem ein Twitter-Konto angelegt. Im Chat mit Adrian Lamo sprach Manning über Unsicherheiten bezüglich der eigenen Geschlechtsidentität und gab an, sich nicht mit der Vorstellung abfinden zu können, dass Fotos der eigenen Person mit männlichem Aussehen („as a boy“) in der gesamten Weltpresse dominieren würden.
Gelegentlich, aber nicht durchgängig, wurde der Name Breanna auch im Kreis von Mannings Unterstützern benutzt. Die Mehrheit der Mitglieder des Unterstützernetzwerks bezeichnete Manning zunächst weiterhin als Bradley und benutzte männliche Pronomen, ebenso wie die überwiegende Mehrheit der Presse und die offiziellen Schriftstücke vor Gericht. Am 22. August 2013 gab das Bradley Manning Support Network via Twitter bekannt, seine Materialien und Auftritte in den sozialen Medien anzupassen, um den Wünschen Mannings, zukünftig Chelsea genannt zu werden, zu entsprechen. Manning selber dankte in einer Erklärung gegenüber dem Guardian allen, „die es nunmehr vermeiden, mir das falsche Geschlecht zuzuschreiben, und dazu übergegangen sind, meinen neuen Namen und weibliche Pronomen zu verwenden“.
Manning erwirkte im September 2016 mit einem fünftägigen Hungerstreik die Bewilligung einer geschlechtsangleichenden Operation beim sie inhaftierenden amerikanischen Militär.

## Auszeichnungen
Manning gehörte 2011, 2012 und 2013 zu den für den Friedensnobelpreis nominierten Personen.
- Der in Deutschland vergebene internationale Whistleblower-Preis ging 2011 unter anderem an die zur Zeit der Preisvergabe noch anonyme Person, die das Collateral-Murder-Video der Öffentlichkeit zugänglich machte. Die Preisübergabe an den Whistleblower sollte erfolgen, sobald dessen Identität feststand,[187][188] scheiterte jedoch dann an der Inhaftierung Mannings.
- Die US-amerikanische Menschenrechtsorganisation Global Exchange verlieh Manning 2012 ihren Publikumspreis.[189]
- 2013 wurde Manning mit dem Sean MacBride Peace Prize ausgezeichnet.[190][191] Die ehemalige US-Offizierin und Friedensaktivistin Ann Wright nahm den Preis stellvertretend für Manning entgegen und sprach davon, Manning sei überwältigt, dass ihre Handlungen als Handlungen für den Frieden wahrgenommen wurden. Manning distanzierte sich später von den Worten, die ihre Überzeugungen inakkurat wiedergegeben hätten, da sie sich selbst nicht als Pazifistin, sondern als Befürworterin staatlicher Transparenz sieht.[192][193]
- Manning wurde in Abwesenheit am 19. Februar 2014 mit dem Sam Adams Award ausgezeichnet.[194][195]
- Chelsea Manning ist Ehrenmitglied des Chaos Computer Clubs.[196]

## Film, Theater, Musik, Literatur
2013 drehte Regisseur Alex Gibney den Dokumentarfilm We Steal Secrets: Die WikiLeaks Geschichte, der die Entstehung von WikiLeaks mit Mannings Lebensgeschichte verknüpft. Manning selbst gab für die Entstehung des Films keine Interviews.
Der britische Dramatiker Tim Price schrieb 2012 über Mannings Leben das Theaterstück The Radicalisation of Bradley Manning. Es wurde im Rahmen des Edinburgh Festival 2013 mit dem erstmals in der Kategorie Drama vergebenen James Tait Black Memorial Prize ausgezeichnet. Die deutschsprachige Erstaufführung fand im Oktober 2014 am Theater und Orchester Heidelberg unter der Regie von Caro Thum statt. Die österreichische Erstaufführung folgte im Landestheater Niederösterreich im Februar 2015 unter der Regie von Daniela Kranz.
Die Musikgruppe Flobots veröffentlichte einen gleichnamigen Song Bradley Manning.
Graham Nash thematisiert die Haftbedingungen Mannings in seinem Lied Almost Gone.
Der Schriftsteller Francis Nenik schrieb ein Prosastück, in dem er die Ankläger Mannings auftreten lässt.
Der Künstler und WikiLeaks-Aktivist Clark Stoeckley hat eine Graphic Novel mit dem Titel The United States vs. Private Chelsea Manning mit seinen (Auf-)Zeichnungen aus dem Gerichtssaal veröffentlicht.

## Veröffentlichungen
- Chelsea Manning: README.txt. Meine Geschichte. aus dem amerikanischen Englisch von Katrin Harlay, Enrico Heinemann und Anne Emmert, HarperCollins 2022, ISBN 978-3-7499-0207-1.